# 川原栄峰
川原 栄峰（かわはら えいほう、1921年10月10日 - 2007年1月23日）は、日本の哲学者。僧侶、早稲田大学名誉教授。主としてハイデッガー哲学を研究した。

## 来歴
徳島県の真言宗の寺に生まれる。1943年早稲田大学文学部哲学科卒業。卒業直後、砲兵隊に入隊。戦後は高野山で修行に励み、そのまま高野山大学の教員となった。1957年早稲田大学法学部に移り、1973年同大学文学部教授。1977年「ハイデッガーの思惟」で早稲田大学文学博士。
1955年頃からドイツへの留学をかさね、カール・ヤスパースやマルティン・ハイデッガーといった人物と交友を持った。ハイデルベルク大学（1956-1957年、1977-1978年）やマインツ大学（1982-1983年）に学ぶ。1984年、日本ヤスパース協会の再発足に際して、理事に就任した。1992年、定年退職、名誉教授。2002年12月2日、高野山真言宗権大僧正に任ぜられる。
2007年1月23日、心不全のため死去。

## 著書
- 『哲学入門以前』（南窓社、1967年）
- 『ニヒリズム』（講談社〈講談社現代新書〉、1977年）
- 『ハイデッガー賛述』（南窓社、1992年）
- 『ハイデッガーの哲学と日本』（高野山大学、1995年）
- 『時の峰々』（南窓社、2004年）

## 翻訳
- マックス・ブロート/フェリクス・ヴェルチュ『カフカ その信仰と思想』岡田幸一共訳、パンセ書院 1954
- ルードヴィッヒ・ギース『ニーチェ 実存主義と力への意志』樫山欽四郎共訳、パンセ書院　1954、理想社 1970
- カール・レーヴィット『知識・信仰・懐疑』岩波書店 1959
- 『ハイデッガー選集 第9　形而上学入門』理想社 1960、平凡社ライブラリー 1994
- エゴン・フィエタ『ハイデッガーの存在論』理想社 1964　実存主義叢書
- イーヴォ・フレンツェル『ニーチェ』理想社 1967　ロ・ロ・ロ・モノグラフィー叢書
- 『ニーチェ全集 第14巻　この人を見よ 自伝集』理想社 1967
  - 『この人を見よ』講談社文庫 1973
  - 『この人を見よ　自伝集　ニーチェ全集15』ちくま学芸文庫 1994
- ヘーゲル『世界の大思想 エンチュクロペディー』樫山欽四郎、塩屋竹男共訳、河出書房新社 1968、のちオンデマンド版
- リヒャルト・ヴィッサー編『ハイデッガーは語る』理想社 1973
- ルドルフ・オットー『現代キリスト教思想叢書 思考と存在-マルティン・ハイデガーの道と神学の道』小川圭治共訳、白水社 1975
- ヘルマン・グロックナー『哲学入門』監訳 中島徹ほか訳、理想社 1978
- J.デアボラフ『ヨーロッパ倫理学の足跡 早稲田大学創立100周年記念連続講義』編 高橋石明ほか訳、早稲田大学出版部 1984
- 『ハイデッガー全集 第29/30巻 形而上学の根本諸概念 世界-有限性-孤独』セヴェリン・ミュラー共訳、創文社 1998
- M.リーデル他『ハイデッガーとニーチェ 何をおいても私を取り違えることだけはしてくれるな!』監訳　南窓社 1998
- E.ケッテリング『ハイデッガーの思惟』 監訳 理想社 1989

## 参考
- 読売新聞訃報